# Regina Vida
Regina Vida è un’eroina leggendaria della tradizione popolare degli Sloveni beneciani (Slavia friulana). Il racconto che la riguarda è strettamente legato alla San Giovanni d'Antro (sl. Landarska jama) presso San Pietro al Natisone (sl. Špeter Slovencev) nelle Valli del Natisone (sl. Nadiške doline).

## Descrizione della leggenda
La Regina Vida (sl. Kraljica Vida) è presentata come regina (o "regina del popolo") che viveva nel castello di Biacis (sl. Bijača). Governava con giustizia gli abitanti della valle e faceva elemosine ai poveri. Quando si diffuse la notizia dell’arrivo degli Unni guidati da Attila, la Regina Vida radunò gli abitanti con il bestiame e il grano e li condusse al riparo della San Giovanni d'Antro, che disponeva di acqua, di un mortaio per macinare e di un forno per cuocere il pane. Attila scoprì il loro rifugio e decise di assediarlo, attendendo di ridurli alla fame. Quando nella grotta rimase soltanto un moggio di frumento, Vida sparse i chicchi nel dirupo e gridò che nella grotta avevano "tanti sacchi quanti sono i grani". Convinto dell’inutilità dell’assedio, Attila si ritirò con l’esercito. La Regina Vida e la sua gente furono salvi.

## Quadro geografico e storico

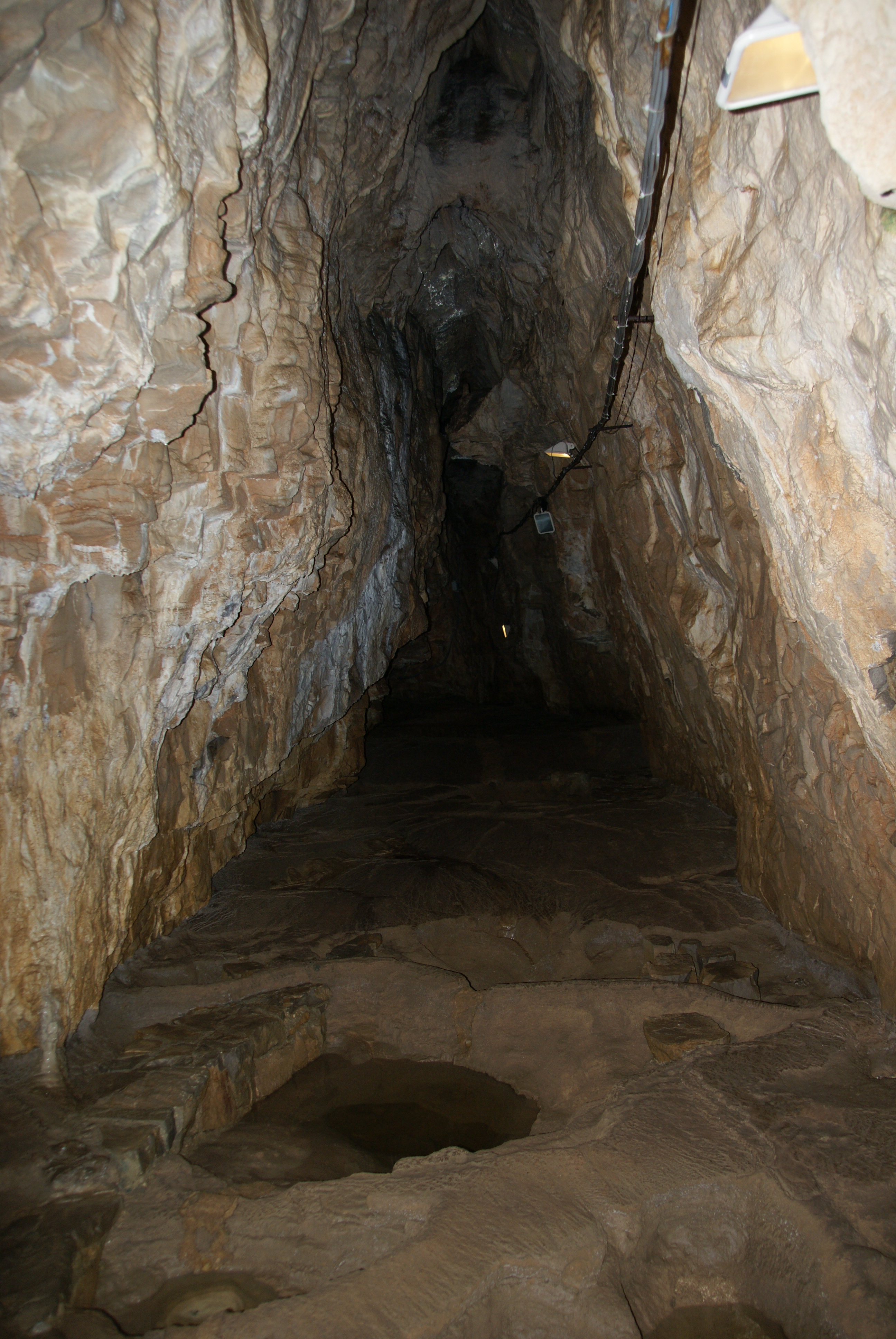
Grotta di San Giovanni d’Antro

La grotta di San Giovanni d’Antro è un complesso carsico sopra la frazione di Antro nel comune di Pulfero (sl. Podbuniesac). In età altomedievale fu fortificata e almeno dall’VIII secolo ebbe anche funzione sacra; sono conservati uno spazio ecclesiale tardo-gotico e un altare ligneo. La tradizione beneciana colloca proprio in questa fortificazione rupestre l’assedio e l’espediente attribuito a Vida.

## Origine del motivo
Il racconto della «Regina Vida» rientra in un più ampio motivo narrativo («comunità assediata salvata con uno stratagemma»), che ha analogie nell’Italia settentrionale. Pier Silverio Leicht ipotizzò, in uno studio sulle leggende delle zone di confine, che si tratti dell’adattamento di tradizioni più antiche, un tempo riferite anche alla regina storica Adelaide di Borgogna o alla regina longobarda Teodolinda.
Nel XIX secolo il motivo divenne celebre con la romanza di Anton Aškerc Atila in slovenska kraljica (1890), che colloca l’episodio proprio nella "Landarska jama (San Giovanni d'Antro)" e chiama esplicitamente l’eroina "Kraljica Vida (Regina Vida)". Tra la fine dell’Ottocento e l’inizio del Novecento compaiono anche i primi resoconti in prosa di varianti della storia, raccolti da Ivan Trinko e da altri autori della minoranza slovena.

## In letteratura e nelle arti
- La romanza Atila in slovenska kraljica nella raccolta Balade in romance (1890) del poeta Anton Aškerc. Il testo nomina l’eroina «Vida» e ambienta l’azione nella grotta di San Giovanni d’Antro.[6][8]
- Opuscolo per bambini Kraljica Vida (Trieste/San Pietro al Natisone, 1984), in parlata slovena locale, dell’autrice Ada Tomasetig, con illustrazioni di Alessio Petricig; pubblicato da Editoriale Stampa Triestina e Beneški študijski center Nediža (Centro di studi beneciani Nediža).[9]
- Krajica Vida – Spevoigra, operina con libretto di Aldo Klodič e musica di Davide Klodič; prima rappresentazione a San Pietro al Natisone nel giugno 2012.[10]
- Cortometraggio Vida (2021, 16′), regia di Pietro Cromaz.[11]

## Distinzione daLepa Vida
La figura della Regina Vida non va confusa con Bella Vida (Lepa Vida), personaggio delle ballate popolari slovene, divenuto centrale nella letteratura ottocentesca grazie all’elaborazione di France Prešeren (Kranjska čbelica, 1832). Si tratta infatti di un genere e di un nucleo tematico diversi (madre sedotta e rapita).